# Vasagårdsanlagen
Vasagårdsanlagen (dänisch Vasagårds-anlæg) entstanden zu Beginn des 3. Jahrtausend v. Chr. auf den dänischen Inseln und in Schonen. Sie sind nach der Anlage von Vasagård auf Bornholm benannt.
Anlagen des Typs existieren auf Bornholm in Rispebjerg und Ndr. Grødbygård (1988 entdeckt), in Schonen bei Hunneberget (wo erstmals der Nachweis eines „Opferplatzes“ gelang) und auf Seeland, wo die Trichterbecherkultur (TBK) z. B. in Helgeshøj und Sigersted länger überdauerte.
Die TBK endet allgemein 2800 v. Chr. Die Erdwerke von Sarup gehen außer Nutzung und der Bau von Dolmen wird eingestellt. Dies kennzeichnet den Beginn einer neuen Kultur und deren religiöser Zeremonien. Auf Bornholm setzt sich, die Nutzung der Steingräber fort, während im übrigen Dänemark und anderen Teilen des TBK-Gebietes neue Bestattungsformen aufkommen. Die Herstellung der spezifischen fein dekorierten Grabkeramik, die bei den großen Steingräbern gefunden wird endet.
Statt der runden Erdbauwerke werden aus Pfählen große; von Palisaden eingehegte Quadrate und Kreise (Rispebjerg) errichtet, die englischen Woodhenges ähneln. Mit dem Durchsetzen der Streitaxtkultur verschwinden diese Woodhenges oder Timber Circles, ab etwa 2700 v. Chr. vollständig. An mehreren Standorten wurden jedoch palisadengehegte Plätze ohne die langen Pfähle gefunden, die den Charakter von Befestigungen haben. Sie wurden nahe Malmö in Schonen an den Standorten Bunkeflostrand, Skjutbanorna oder Annetorpleden und Dösjebro gefunden. Eine ähnliche Anlage liegt in Kignæsbakke am Frederikssund. Ebenso wie bei den Sarup-Anlagen geschehen, werden auch in Zukunft im südlichen Skandinavien neue „Vasagårds-anlæg“ entdeckt werden.

## Sonnensteine
2017 wurden in Vasagård weitere „Sonnensteine“ (dänisch Solsten) entdeckt. Die kleinen mit Motiven bedeckten Steine sind vor 5000 Jahren von Steinzeitmenschen geschnitzt worden. Die etwa 300 auf der Insel gefundenen Steine und Fragmente haben ihren Namen von ihrer runden Form und den Schnitzereien auf ihrer Oberfläche, die aus dem Zentrum auszustrahlen scheinen. Es gibt auch quadratische Steine, die mit anderen Mustern verziert sind. Einige sind mit Spinnweben dekoriert. Im Laufe der Jahre wurde eine Reihe von etwa 5,0 cm messenden Sonnenstein gefunden. Der erste wurde 1995 am Rispebjerg, etwa 8,0 km östlich von Vasagård gefunden.